# Bandai Visual
Pour les articles homonymes, voir Bandai.
Bandai Visual Co., Ltd (株式会社バンダイナムコアーツ, Bandai Bijuaru Kabushiki Gaisha),,, fondé sous le nom A.E. Planning par Bandai, est une entreprise japonaise qui exerce son activité dans le domaine de la production et la distribution d'anime à Minato à Tokyo, filiale du groupe Bandai Namco Holdings, Inc.,. Depuis la réorganisation de Namco Bandai Holdings en 2006, Bandai Visual dirige les secteurs de la musique et vidéo du groupe. Ses filiales sont Emotion Music Co. Ltd, et Lantis Co., Ltd.
En février 2018, il a été annoncé que Bandai Visual serait fusionnée avec sa filiale Lantis pour former une nouvelle succursale de BNH, appelée Bandai Namco Arts. La réorganisation a pris effet le 1er avril 2018.

## Description
Bandai Visual (Emotion) produit (parfois avec le studio d'animation Sunrise, une autre filiale Bandai) et distribue beaucoup de dessins animées et tokusatsu. Parmi ceux-ci se trouvent The Big O, Cowboy Bebop, Outlaw Star, Vision d'Escaflowne, la licence Mobile Suit Gundam et Witch Hunter Robin. Le logo de la compagnie est une des statues de l'île de Pâques.

## Filiales
- Bandai Entertainment
- Bandai Visual États-Unis
- Lantis
- Emotion Music